# 市役所前停留場 (愛媛縣)
市役所前停留場（日语：／ Shiyakusho-mae teiryūjō */?）是位於日本愛媛縣松山市的路面電車車站，隸屬於伊予鐵道（伊予鐵），車站編號為21。車站位於國道11號上。東側月台旁邊為松山市役所（別館），附近亦多為辦公大樓。

## 所屬路線
- 伊予鐵道

松山市內線（城南線）
■1號線（環狀線—順時針方向）
■2號線（環狀線—逆時針方向）
■3號線（市站線）
■5號線（JR線）

## 車站結構
設有對向式側式月台2個，並擁有如大街道站可同時容納2輛電車停泊的長度。各月台最前端約1輛電車長度附設有上蓋及全身的安全圍板，其餘月台外側也裝有半身密封式圍板，月台出入口設於南側，並各自設有斑馬線以方便進出月台。

### 月台配置
| 月台 | 路線        | 目的地                   |
| ---- | ----------- | ------------------------ |
| 西側 | ■2號線 環狀 | 大街道、紅十字醫院前方向 |
| 西側 | ■3號線      | 往道後溫泉               |
| 西側 | ■5號線      | 往道後溫泉               |
| 東側 | ■1號線 環狀 | 往松山市站               |
| 東側 | ■3號線      | 往松山市站               |
| 東側 | ■5號線      | 往JR松山站前             |

## 歷史
- 1911年9月1日：松山電氣軌道開業，站名稱為「八段站」。
- 1936年5月1日：西堀端站～裁判所前複線化。
- 1944年：改稱為「市役所前站」。

## 軼事
1969年6月15日，位於伊予銀行本店及松山市役所之間的行人天橋落成啟用，是當時唯一橫越松山市內線道的天橋，直至1996年天橋被拆去為止。

## 相鄰停留場
伊予鐵道
環狀線（■1號線、■2號線）、■3號線、■5號線
縣廳前停留場（20）－市役所前（21）－南堀端（02）